# Rabah Saâdane
Rabah Saâdane (n. 3 mai 1946 în Batna) este un fost jucător de fotbal, antrenorul actual al Algeriei.